# 122e brigade de défense territoriale
La 122e brigade de défense territoriale (en ukrainien : 122-га окрема бригада територіальної оборони, abrégé en 122 ОБрТрО ; numéro d'unité militaire A7051), est une grande unité de la Force de défense territoriale de l'Armée ukrainienne. Elle est basée dans l'oblast d'Odessa.

## Historique

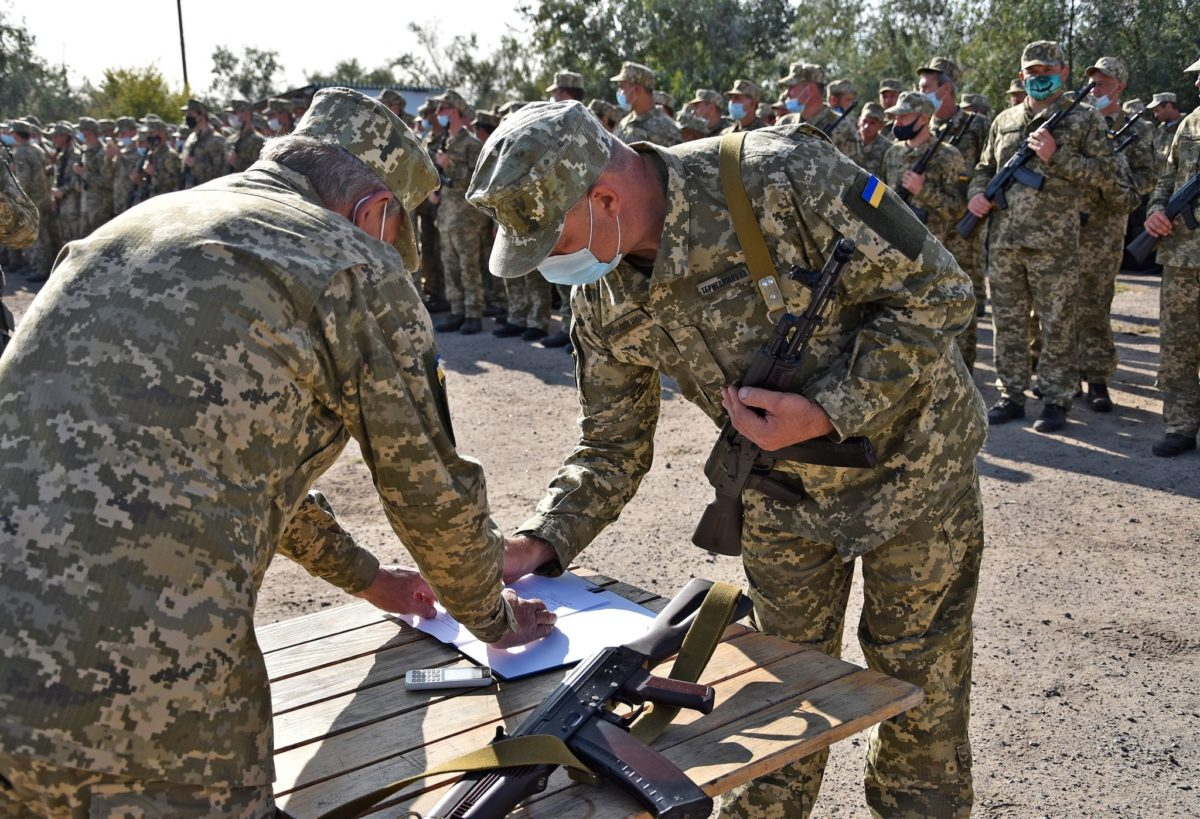
serment du 27 9 2020.

La brigade est créée le 30 juin 2018.

### Entrainement et formation
Le 12 décembre 2018, 58 réservistes prêtent solennellement serment militaire de loyauté envers le peuple ukrainien parmi les 300 membres que compte habituellement la brigade en temps de paix, et qui ne l'avaient jamais fait auparavant.
Du 3 au 9 juin 2019, la réserve opérationnelle des bataillons de Podilsk (180e), Rozdilna (181e), Bilhorod-Dnistrovskyï (182e), Tchornomorsk (183e), Artsyz (184e) et Youjne (185e) reçoit une formation.
Le 21 septembre 2020, des exercices militaires à grande échelle ont lieu dans le cadre de l’exercice de commandement et d’état-major « Forces conjointes 2020 », impliquant plus de 600 réservistes de l’oblast pendant une semaine. À l’issue de cette période, les réservistes qui n’avaient pas encore prêté serment le font.

### Invasion de l'Ukraine par la Russie
En février 2022 L'unité est engagée lors de l'invasion de l'Ukraine par la Russie, fortifiant la ville d'Odessa pour empêcher un éventuel débarquement naval ennemi. le 180e et le 181e bataillons de la brigade sont déployés le long de la frontière avec la Transnistrie.
En mars 2023, des unités de la brigade sont employées à la défense de la ville de Bakhmout, oblast de Donetsk.

## Structure

### Ordre de bataille
- État-major de la brigade ;
  - 
    -  Compagnie de protection du QG ;

  - 180e bataillon de défense territoriale (Raïon de Podilsk, unité militaire А7346)[3] ;
  - 181e bataillon de défense territoriale (Raïon de Rozdilna, unité militaire А7347)[3] ;
  - 182e bataillon de défense territoriale (Raïon de Bilhorod-Dnistrovskyï, unité militaire А7348)[3] ;
  - 183e bataillon de défense territoriale (communauté urbaine de la mer Noire (uk), unité militaire А7349)[3] ;
  - 184e bataillon de défense territoriale (Raïon de Bolhrad, unité militaire А7350)[3] ;
  - 185e bataillon de défense territoriale (communauté urbaine de Youjne (uk), unité militaire А7351)[3] ;
  - batterie de mortier
  - Compagnie de lutte contre-subversive
  - Compagnie de génie
  - Compagnie  de communication
  - Compagnie  de support matériel et technique

### Chefs de corps
- 2018 - 2020 Colonel Oleh Berezovs'kyj
- 2020 - en fonction Colonel Serhij Shcherbina

## Personnalités de la brigade
- Vasyl Lomachenko, 180e bataillon [6].